# Нигвзара
Нигвзара (груз. ნიგვზარა) — село в Грузии, на территории Сачхерского муниципалитета края (мхаре) Имеретия.

## География
Село находится в центральной части Грузии, к югу от реки Думалы, на расстоянии 21 километра к юго-юго-востоку от города Сачхере, административного центра муниципалитета. Абсолютная высота — 869 метров над уровнем моря.

## Население
По результатам официальной переписи населения 2014 года, в Нигвзаре проживало 592 человека (299 мужчин и 293 женщины). В национальной структуре населения грузины составляли 99,8 %, русские — 0,2 %.
| Год  | Население, человек |
| ---- | ------------------ |
| 2002 | 978                |
| 2014 | ↘ 592              |